# He Wanted His Pants
He Wanted His Pants é um curta-metragem de comédia mudo norte-americano, realizado em 1914, com o ator cômico Oliver Hardy.

## Elenco
- Raymond McKee - James Jimson
- Oliver Hardy - (como Babe Hardy)